# ひばり・与一の花と剣
『ひばり・与一の花と剣』（ひばり・よいちのはなとつるぎ）は、1966年10月16日から1967年4月9日までフジテレビ系列局で放送されていたフジテレビ製作の時代劇である。全26話。放送時間は毎週日曜 20:00 - 20:45 （日本標準時）。

## 概要
美空ひばり演じる女義賊・お小夜と、林与一演じる松平長七郎が活躍する娯楽時代劇。富永卓二と若山勉の監督デビュー作。

## 出演者
- お小夜：美空ひばり
- 松平長七郎：林与一
- 香山武彦
- 高松英郎
- 安芸秀子
- 天野新士
- 堀越節子
- 森幹太
- 深見春三
- 天路圭子
- ほか

## スタッフ
- 原作：結束信二
- 原案：山手樹一郎
- 脚本：宮川一郎（第1話・第2話）、有高扶桑
- 監督：島田親一（第1話・第2話）、長崎長、富永卓二、若山勉
- プロデューサー：島田親一

## 参考資料
- テレビドラマデータベース[どれ?]